# Castillo de San Francisco
Castillo de San Francisco är ett slott i Spanien.   Det ligger i provinsen Provincia de Las Palmas och regionen Kanarieöarna, i den sydvästra delen av landet, 1 700 km sydväst om huvudstaden Madrid. Castillo de San Francisco ligger 104 meter över havet. Det ligger på ögruppen Kanarieöarna.
Terrängen runt Castillo de San Francisco är kuperad åt sydväst, men åt nordost är den platt. Havet är nära Castillo de San Francisco åt nordost.  Närmaste större samhälle är Las Palmas de Gran Canaria, 1,7 km öster om Castillo de San Francisco. 